# Mustafa Cerić

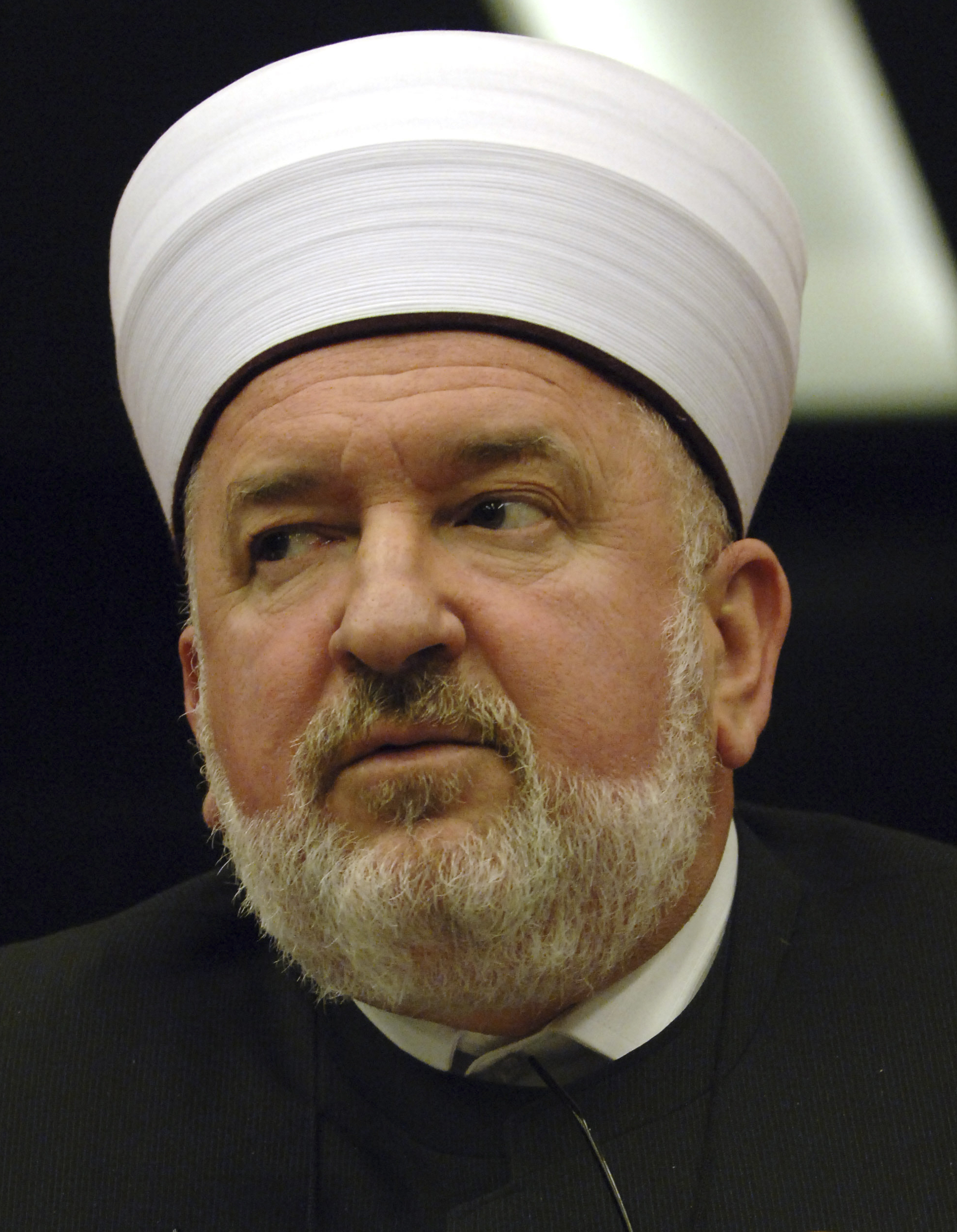
Mustafa Ceric

Mustafa Cerić (Bósnio: [Mustafa tserit͡ɕ], nascido 5 de fevereiro de 1952) é um imã Bósnio que serviu como o Grande Mufti da Bósnia e Herzegovina e, atualmente, presidente do Congresso Mundial da Bósnia. Ele também era um candidato a Presidência da Bósnia e Herzegovina na eleição geral de 2014.
Cerić, uma figura influente entre bósnios, assegurou que o Islã se tornasse um elemento forte do nacionalismo bósnio e argumentou que a Bósnia e Herzegovina deva se tornar um Estado-nação, uma vez que croatas e sérvios já têm os seus Estados-nação, Croácia e Sérvia, respectivamente.

## Vida
Cerić formou-se na escola de Madraçal, em Sarajevo. E recebeu uma bolsa de estudos para a Universidade de al-Azhar, no Cairo, Egito. Ele retornou para a Iugoslávia, onde se tornou um imame. Em 1981, ele aceitou a posição de Imame no Centro Cultural Islâmico da Grande Chicago (ICC) em Northbrook, Illinois e viveu nos Estados Unidos durante muitos anos. Durante seu tempo nos Estados Unidos, ele aprendeu Inglês e ganhou um Ph.D. em Estudos Islâmicos na Universidade de Chicago. Depois de terminar seus estudos, ele deixou o ICC e voltou para a Iugoslávia e se tornou um Imame novamente em um centro de aprendizagem em Zagreb em 1987. Cerić é membro da Comunidade Islâmica da Bósnia-Herzegovina desde 1993. Ele tornou-se oficialmente o Grande Mufti da Bósnia e Herzegovina em 1999. Ele foi substituído como reis-ul-ulema em 2012 por Husein Kavazović. Em 2011, Mustafa Cerić foi um dos fundadores da Academia Bósnia de Ciências e Artes.Em dezembro de 2012, Cerić foi um dos fundadores do Congresso Mundial da Bósnia, e serve ao presidente. Na eleição geral Bósnia e Herzegovina de 2014 ele foi um candidato à Presidência da Bósnia e Herzegovina.

## Prêmios
Ele recebeu em 2003 o Prêmio pela paz Félix Houphouet-Boigny da UNESCO e também recebeu o prêmio Sternberg do Conselho Internacional de Cristãos e Judeus devido a sua “contribuição excepcional pelo diálogo." Em 2007, ele recebeu o prêmio Lifetime Achievement da Associação dos Cientistas Sociais Muçulmanos do Reino Unido “em reconhecimento as suas contribuições para uma melhor compreensão entre as religiões, bolsa de estudos em aberto, para a promoção de um clima de respeito e co-existência pacífica, e um maior reconhecimento do lugar da fé na Europa e no Ocidente.” Em 2008 ele também recebeu da Fundação Eugen Biser por seus esforços em promover o entendimento e a paz entre o islamismo e o cristianismo. Em 2008, Cerić aceitou o convite de Tony Blair para ser o conselheiro administrativo da Fundação Tony Blair.

## Publicações
- The challenge of a single Muslim authority in Europe[ligação inativa], European View, December 2007, Center for European Studies
- Roots of Synthetic Theology in Islam
- A Choice Between War and Peace
- A Declaration of European Muslims by Reis-ul-Ulama Dr. Mustafa Ceric, Radio Free Europe, 16 March 2006